# Clémentine Autain
Clémentine Autain (Saint-Cloud, 26 de mayo de 1973) es una política, periodista, escritora y activista feminista francesa. Desde junio de 2017 diputada en la Asamblea Nacional en el grupo político Francia Insumisa y desde julio de 2021 consejera regional de la Isla de Francia. Es portavoz del movimiento Ensemble! que pertenece al Frente de izquierda.
Dirige también la publicación trimestral Regards, y co-secretaria de la Fundación Copernic, círculo de reflexión crítica del liberalismo . Fue consejera del alcalde de París de 2001 a 2008 y miembro de la junta directiva de la OPAC, la agencia responsable de la gestión de viviendas de alquiler bajo en París.

## Biografía
Autain nació en Saint-Cloud (Hauts-de-Seine). Hija de la actriz feminista Dominique Laffin y del cantante Yvan Dautin, sobrina de François Autain, senador  y exministro de François Mitterrand. Su abuelo es un activista de extrema derecha André Laffin, cofundador del Frente Nacional con Le Pen. «Hubiera preferido tener un abuelo resistente, pero las convicciones políticas afortunadamente no son genéticas» señaló años después.
A los nueve años participa junto a su madre en la película alemana System ohne Schatten, (1982) protagonizada por Bruno Ganz. A los diez quería ser cantante como su padre -en cuya casa son frecuentes los debates políticos- y actúa en el musical infantil Abbacadabra (1983) con adaptaciones del grupo ABBA. Tiene doce años cuando su madre se suicida en 1985, a los dieciocho se va de casa para escapar a la depresión paterna.
Estudia historia y se implica en la UNEF y la Unión de Estudiantes Comunistas. A los 22 años sufre una violación en la universidad en Stains (Seine-Saint-Denis). Un hombre le coloca un cuchillo en la garganta y la arrastra hacia la zona del bosque.
Meses más tarde se acerca a un colectivo contra la violación y al movimiento feminista cuyo estudio es el foco de su DEA que lleva por título «Movimiento social, feminismo y legislación a través del ejemplo del cuerpo de las mujeres (1967-1982» Denuncia su violación y el agresor, reincidente. acaba entre rejas. Años más tarde cuenta su experiencia. «No digo nada sobre mis sentimientos. Me refiero a la seriedad del acto y la posibilidad de reconstruirse. El tabú y el silencio juegan en manos de los violadores» y añade sin que le pregunten nada: «No tiene nada que ver con posar con tus hijos en el periódico. ¡Eso no ayuda en nada! » en referencia a Segolene Royal.
En 1997, funda la asociación por la igualdad de sexos Mix-Cité. El grupo se da a conocer protestando contra la utilización de maniquíes humanos en las vitrinas de las Galerías Lafayette.
En 2001 la izquierda parisina busca personalidades de la sociedad civil para las elecciones municipales de marzo. El Partido Comunista Francés le propone como cabeza de la lista en el proyecto de la izquierda plural "cambiemos de era" en el XVII Distrito de París.  Autain gana espacio en la política municipal y el socialista Bertrand Delanoë la incorpora a su equipo. Trabaja para crear consejos de jóvenes y una red de antenas de gente joven. 
En 2004, sostiene la campaña del "No" a la Constitución para Europa por su posición contra el derecho al aborto.
En septiembre de 2006 ante 600 delegados de la izquierda radical que busca como unirse ante las elecciones presidenciales declara “Mido mis handicaps: soy joven, soy mujer, y además soy rubia. Pero un perfil como el mío puede sacarnos del punto muerto ".
En 2010 dirigió la histórica revista Regards reemplazada en verano de 2018 por el historiador Roger Martelli con quien compartía la codirección de la cooperativa Ediciones Regards como gerente.
En 2017 es elegida diputada en la Asamblea Nacional por el grupo Francia Insumisa.
Tras completar estudios universitarios en historia sobre el movimiento social feminista se orienta hacia el periodismo y la escritura. 
En 2018 con motivo del 50 aniversario de Mayo del 68 publica Notre liberté contre leur libéralisme 1968 - 2018. También publica Ne me libère pas, je m'en charge - 17 plaidoyers pour l’émancipation des femmes con una selección de textos personales de autoras y autores que van desde Marie de Gournay hasta Nancy Fraser que se rebelan, en todas las épocas, contra las injusticias cometidas contra las mujeres y militan por sus derechos.
En 2019 cambia de registro de escritura y publica la novela Dites-lui que je l'aime, una novela en la que rememora la muerte de su madre y que lleva el título de la película que su madre interpretó junto a Gérard Depardieu.

## Declaro haber sido violada
En noviembre de 2012 Autain inicia el Manifiesto de las 313: "Je déclare avoir été violée"  publicado en el Nouvel Observateur al igual que en abril de 1971 la misma revista publicó el "manifiesto de las 343" reconociendo haber abortado. El manifiesto denuncia que cada año en Francia, más de 75.000 mujeres y casi el mismo número de menores son víctimas de violación. Es una violación cada 8 minutos. 1 mujer de cada 10 sufrirá una violación a lo largo de su vida.  Entre las firmantes se encuentran la escritora Frédérique Hébrard, la ex-campeona de tenis Isabelle Demongeot, Caroline De Haas, la escultora Marie-Laure de Villepin, Geneviève Garrigos presidenta de Amnistía Internacional Francia, Marie Pauline Ferrari, diplomática, la periodista Caroline Sinz, etc.
Clémentine Autain considera que el movimiento Me Too es un «momento de ruptura histórica para la liberación de las mujeres y del deseo»

## Vida personal
Es madre de dos hijos cuyo padre es Mikaël Garnier-Lavalley, con quien escribió el libro Salauds de jeunes !  (2005) consejero de la ministra de Valérie Fourneyron, nombrado en 2014 primer delegado interministerial de juventud.

## Filmografía
- 1978 : Les Petits Câlins de Jean-Marie Poiré : Pamela, hija de Sophie
- 1983 : La Main dans l'ombre (System ohne Schatten) de Rudolf Thome : la niña del autobús
- 2018 : L'Amour flou de Romane Bohringer et Philippe Rebbot : ella misma

## Publicaciones
- Alter égaux, Paris, Robert Laffont, 2001 ISBN 2-221-09315-1
- Les Droits des femmes : l'inégalité en question, Milan, 2003 ISBN 2-7459-0838-3
- Banlieue, lendemains de révolte, ouvrage collectif, Paris, La Dispute, 2006 ISBN 2-84303-129-X
- Salauds de jeunes, avec Mikael Garnier-Lavalley, Paris, Robert Laffont, 2006 ISBN 2-221-10706-3
- Propositions pour sortir du libéralisme, collectif, Paris, Syllepse, 2006 ISBN 978-2-84950090-3
- Les machos expliqués à mon frère, Paris, Le Seuil, 2008 ISBN 2-02-097004-X
- Transformer, à gauche, Paris, Le Seuil, 2009, 154 p. ISBN 978-2-02-099229-9
- Postcapitalisme: Imaginer l'après, Vauvert, Au diable vauvert, 2009, 348 p. ISBN 978-2-84626-194-4
- Un beau jour... combattre le viol, Montpellier, Indigène, 2011 ISBN 978-1-0903-5406-8
- Le Retour du peuple. De la classe ouvrière au précariat, Paris, Stock, 2012 ISBN 9782234071858
- Ne me libère pas, je m'en charge - Plaidoyers pour l'émancipation des femmes, Paris, J'ai lu, 2013 ISBN 978-229-005405-5
- Elles se manifestent - Viol, 100 femmes témoignent, Paris, Don Quichotte, 2013 ISBN 978-2359491470
- Nous avons raisons d’espérer, Paris, Flammarion, 2015 ISBN 978-2081334847
- Notre liberté contre leur libéralisme, Paris, Le Cerf, 2018 ISBN 978-2-204-12757-8
- Dites-lui que je l'aime, Paris, Grasset, 2019 ISBN 978-2-2468-1395-8
- À gauche en sortant de l'hyper marché, Paris, Grasset, 2020 ISBN 978-2-2468-2523-4
- Pouvoir vivre en Île-de-France, Paris, Le Seuil, 2021 ISBN 978-2021484212